# Fieux
Fieux település Franciaországban, Lot-et-Garonne megyében. Lakosainak száma 327 fő (2022. január 1.). Fieux Calignac, Francescas, Lasserre, Nérac, Nomdieu és Saumont községekkel határos.

## Népesség
A település népességének változása:
| Lakosok száma | 327  | 293  | 308  | 331  | 353  | 350  | 351  | 356  | 346  | 327  |
|               | 1968 | 1982 | 1990 | 2006 | 2013 | 2015 | 2017 | 2019 | 2020 | 2022 |